# 利尔德
利尔德（荷蘭語：Lierde，荷蘭語發音：[ˈliːrdə]）是比利时弗拉芒大區东佛兰德省奧德納爾德區的一个市镇，通行荷蘭語，是弗拉芒社群的一部分，面积26.32平方千米，人口6,567人（2018年1月1日）。